# 대사명

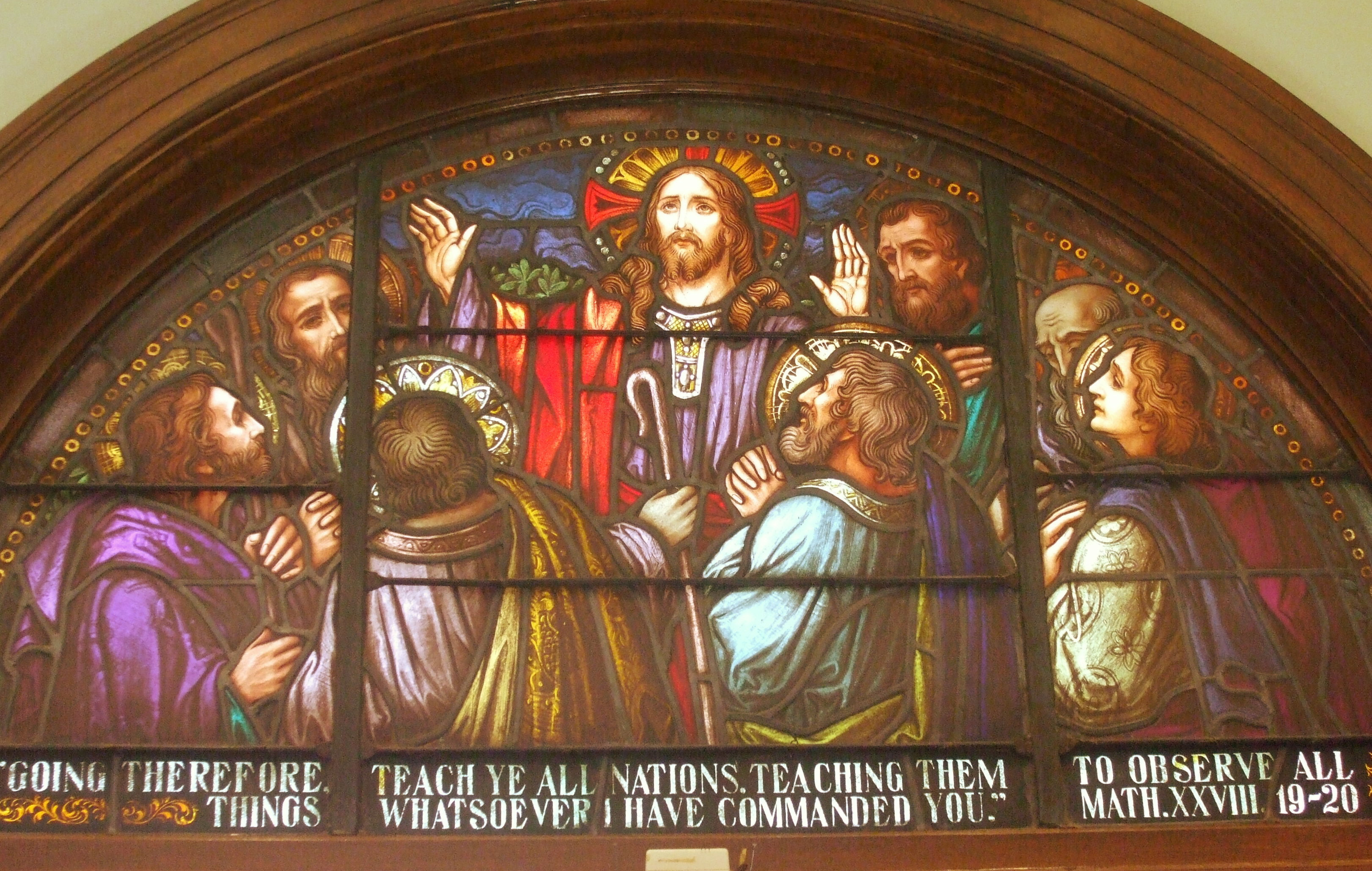
텍사스, 엘 파소 성 패트릭 성당 교구, 스테인드 글라스 창, 대사명.

기독교에서, 대사명 (大使命)은 제자들이 세상의 모든 국민에게 그의 가르침을 전파하도록 문도들에게의 부활한 예수 그리스도의 명령이다. 대사명의 가장 유명한 판본은 마태오 28:18–20에서 예수가 갈릴리 산에서 아버지와 아들과 성령의 이름으로 모든 민족에게 세례를 하도록 그의 추종자들에게 호출한 것이다.
대사명은 다른 공관복음서에 나오는 12사도 파송 사건과 비슷하지만 상당한 차이가 있다. "나라들을 다스리게 하시고 그들에게 귀신을 제어하는 권세를 주시느니라" 마가복음의 전통적인 결말에 나오는 사도들의 흩어짐은 마태와 누가의 기록에 근거한 2세기 요약으로 여겨진다.
이는 사역, 선교 사업, 전도, 세례를 강조하는 기독교 신학의 교리가 되었다. 사도들은 예루살렘에서 흩어지고 고린도, 빌립보, 에베소, 로마의 것과 같은 사도좌를 세웠다고 한다. 과거주의자들은 대사명과 기타 성경 예언이 1세기에 성취되었다고 믿는 반면, 미래주의자들은 성경 예언이 재림 때 아직 성취되지 않았다고 믿는다.

## 같이 보기
- 마태오 28